# Nevada (Iowa)
 For alternative betydninger, se Nevada (flertydig).
Nevada er en amerikansk by og administrativt centrum for det amerikanske county Story County, i staten Iowa. I 2000 havde byen et indbyggertal på 6.658.

## Ekstern henvisning
- Nevadas hjemmeside Arkiveret 15. februar 2009 hos  Wayback Machine (engelsk)

42°1′9″N 93°27′6″V / 42.01917°N 93.45167°V